# 本願寺沖縄別院
本願寺沖縄別院（ほんがんじおきなわべついん）は、沖縄県浦添市にある浄土真宗本願寺派の直属寺院。 住職は浄土真宗本願寺派門主が兼ねるが、輪番が置かれて平時の実務を主管している。

## 概要
沖縄別院は日本国内で最も南にある本願寺派の直属寺院であり、沖縄県における拠点である。日本の他の地域では教区や組が組織されているが、沖縄県には本願寺派寺院が少なく、沖縄県宗務特別区（沖縄特区）として活動している。なお、特区の事務所である沖縄県宗務事務所は別院内にはなく、那覇市天久にある。また、沖縄県宗務事務所長は慣例として沖縄別院輪番が兼務する。

## 境内
- 本堂 - 2016年建立。本堂は建物の2階部分にある。多目的室もあるほか、1階に寺務所と納骨堂がある。

### 天久新都心寺務所
那覇市の新都心、天久に設置された寺務所である。
- 礼拝所
- 寺務所 - 沖縄県宗務事務所も兼ねる。一時納骨所もある。

### 久米島布教所
島尻郡久米島町にある分院。昭和４７年に開設。

## 歴史
別院公式ホームページによる。

### 薩摩による琉球における念仏禁止
江戸時代、薩摩の支配を受けていた琉球でも浄土真宗の信仰が禁じられていた。1659年、薩摩は琉球に対し、キリシタン禁制とともに浄土真宗も禁制する旨の起請文を提出させた。
そのようななかで、琉球への浄土真宗伝播が確認されている最古の史料は、本願寺学林の第6代能化職であった越前平乗寺の功存が、1789年に琉球の尼講宛てに記した書状である。その書き出しに「宗祖知識の厚恩を崇重せらるゝによりて、遠国より年〃志しを運れ候事、随喜かきりなく覚候」とあり、琉球伝播は1789年より数年は遡ることになる。琉球の尼講というのは正式名を中山国尼講（ちゅうざんこくあまこう）といい、辻遊郭の遊女たちを中心に結成された信者の寄り合い組織のことで、その成立過程についてはよく分かっていない。
琉球では、1851年までに、前述の中山国尼講、中山国歓喜講、中山国御戸帳講、後述する中山国廿八日講が結成されていた。中山国尼講の取次ぎ寺は大阪の浄徳寺、中山国御戸帳講は筑前の重誓寺、中山国廿八日講は京都の正光寺であった。中山国歓喜講については不明であるが、これらの講社は薩摩の影響のない寺院によって護られてきたことがわかる。

### 琉球での法難事件
このように琉球では薩摩の影響で浄土真宗の信仰が禁止されているなかで、民間で密かに信仰がなされていた。しかし信仰が発覚し、弾圧された事例（法難）も少なくない。

#### 第一次法難事件
1824～1825年頃、知念仁屋（ちねんにや）が、薩摩から本尊を持ち帰ったが1839年にそれが発覚し監禁された。

#### 第二次法難事件
京都の正光寺より薩摩久志浦の中村家（那覇の仲尾次家の本家）へ贈られた本尊と経典が子孫の仲尾次政隆（なかおしせいりゅう）へと密かに伝えられていた。仲尾次は、正光寺の八木正蔵（やぎしょうぞう：薩摩における偽名）と文通し教化を受け、本願寺から「釋了覚」という法名を授けられている。仲尾次は、厳しい取締りの中、辻遊郭の亀という者の家に本尊を安置し、人々を集め布教伝道に励み、1835年には、中山国廿八日講を結成するまでに信者の数が増加していった。信者の増加にともない、拠点を自宅に移している。
しかし密告により、1853年に捕らわれの身となり、1855年八重山へ無期流刑となった。また、300余名の信者もそれぞれ、島々への流刑、所払い、寺入り、罰金刑に処せられた。仲尾次は、配所の石垣島で宮良橋を再建するなど社会公共に尽くし、官民の赦免請願によって、1864年に赦免となり、その翌年に那覇へ帰り着いている。
現在、宮良橋の端に仲尾次等の功績が記された頌徳碑が建立され、題字は大谷尊由の揮毫である。

#### 第三次法難事件
第二次法難事件の時、商用で奄美大島へ渡っていた備瀬知恆（びせちこう：仲尾次政隆の秘書役だった）は、島々に流浪して難を避けることができた。1861年に琉球へ戻り、心安き人々に本尊を礼拝させた。1876（明治9）年に、来琉した最初の真宗僧侶の田原法水（大谷派）に出会い、布教に専念した。
1877（明治10）年に信仰が露見して、360余名の信者が琉球王府に検挙された。備瀬知恆は、八重山流刑10年に処せられるが、配所に向かう途中で難船したために亡くなった。沖縄開教における最初の殉教者である。
この事件は、1876（明治9）年に明治政府が鹿児島県に対し真宗解禁を命令した後だったので、東本願寺使僧の小栗憲一と琉球王府との間で談判があり、その訴えによって、琉球王府は明治政府の譴責を受け、その信者に対する刑を取り消している。

### 近代の沖縄開教
1876（明治9）年9月5日に鹿児島県で真宗解禁され、琉球でも1879（明治12）年に解禁された。1879（明治12）年は、明治政府による琉球処分があり、琉球王国が歴史を閉じて、沖縄県に指定された年でもある。
浄土真宗本願寺派の開教は、その1879（明治12）年、大河内彰然（宮崎・願心寺）の来沖に始まる。1898（明治31）年、亀井慈雲（鹿児島・善行寺）が大河内に続いて来沖し、1910（明治43）年まで13年間にわたり、那覇で民家を借りて布教活動をした。
1910（明治43）年、菅深明（鹿児島・光永寺）が本山の命を受け来沖し、那覇上ノ倉、湖城氏宅を借り那覇説教所を開き布教活動を始めた。1911（明治44）年に説教所を那覇松下町に移転、来沖した商人や官吏を対象に布教した。1918（大正7）年に那覇松山町に本堂を建立し、大谷尊由を迎えて、入佛・落慶法要が厳修された。寺号を聖徳山大典寺と公称し、初代住職に菅が就任した。
菅は事業として、1912（明治45）年、私立沖縄感化院、中城湾布教所（後の光照寺）を開設。1918（大正7）年、私立沖縄家政女学校（後の積徳高等女学校）を設立。1919（大正8）年に西表説教所、1921（大正10）年に八重山布教所、1922（大正11）年に嘉手納布教所、1938（昭和13）年に本部説教所（後の本照寺）を開設した。
太平洋戦争が始まり、1944（昭和19）年10月10日、米軍機による那覇大空襲により、沖縄開教の本拠地であった大典寺も那覇市の炎上とともに灰塵と化した。1945（昭和20）年3月からの沖縄戦、4月1日からの沖縄本島地上戦により、沖縄全島が戦場となり、八重山本願寺布教所を除く、寺院、布教所が戦火を受けて、これまでの教化活動が、ほぼ壊滅状態になった。

### 米国施政下の沖縄開教
太平洋戦争直後、米軍に占領され壊滅状態の沖縄において僧侶は本来の活動ができず他の公職や仕事に従事する。
- 1951（昭和26）年頃 - 僧侶は、米軍払下げの衣服で法衣を作り、草木の実をつないで念珠とし、テントや茅葺小屋に手書きの御本尊を安置して、薬莢を利用した仏具を置いて、寺院としての活動を始める。
- 1952（昭和27）年4月28日 - サンフランシスコ講和条約発効。日本は独立を回復したが、沖縄や小笠原諸島、奄美群島は、米国の施政下となる。
- 1957（昭和32）年5月 - 日本・米軍・琉球合同沖縄上陸戦戦没者13回忌法要(那覇商業高校校庭)、那覇市主催那覇市出身者13回忌追悼法要に、大谷光照門主(当時)・嬉子裏方(当時)が出向。
- 1960（昭和35）年9月 - 大典寺が本堂再建。
- 1961（昭和36）年2月 - 沖縄開教地指定条例により、海外開教の促進を図る必要がある地域[6]として沖縄開教地に指定。
- 同年4月 - 藤井深忍藤井深忍(大典寺住職)が、沖縄開教事務所長を命ぜられる。大典寺内に沖縄開教事務所を設置。
- 1966（昭和41）年10月 - 与世盛智郎が、久米島に着任。
- 1967（昭和42）年4月 - 小玉大誠が、浦添市仲間にて借家住まいをしながら興南高校の教諭を勤め、仲間地区付近の開教を始める。本願寺浦添布教所(開教事務所)の基礎となる。

### 沖縄開教地と開教事務所の設置
- 1972（昭和47）年5月15日 - 沖縄の施政権返還(本土復帰)。本土復帰に伴い、沖縄開教地規程が施行され、沖縄地域の特殊事情に鑑み、沖縄県をただちに教区とすることが困難であるため、沖縄開教地と位置付ける。開教地寺院所属の僧侶は、第31選挙区（鹿児島と沖縄）の僧侶宗会議員の選挙権及び被選挙権を有することとなり、宗務の基本的事項は、すべて本土の教区と同様となる。
- 同年6月 - 中野哲浄が、沖縄開教事務所賛事長として着任し、浦添市仲間に借家を求めて開教事務所を開設。
- 1973（昭和48）年12月 - 浦添市伊祖に住宅と敷地を購入し、開教事務所を移転する。
- 1974（昭和49）年4月 - 与世盛智郎及び有志が、久米島布教所の土地建物を本山へ無償譲渡寄付。
- 同年5月 - 大谷光真新門(当時)を迎えて、開教事務所（伊祖）の開所式を行う。
- 1975（昭和50）年3月 - 仏教青年連盟第１回洋上大会沖縄へ寄港、勝連村農民センターにて交歓会を行う。大谷光照門主(当時)、嬉子裏方(当時)、光真新門・仏青連盟総裁(当時)が出向。大谷光照門主、嬉子裏方は、開教地を巡回。巡回記念に、開教事務所へ梵鐘を、各寺院には行事鐘を下付。
- 1977（昭和52）年9月 - 開教事務所の隣接地の住宅及び敷地を購入し、境内地を拡張。
- 1979（昭和54）年6月 - 開教事務所本堂を増築。
- 1982（昭和57）年11月 - 大谷嬉子仏教婦人会連盟総裁(当時)を迎え、沖縄開教地仏教婦人会連盟結成記念大会を大典寺にて開催。
- 1986（昭和61）年4月 - 沖縄県開教規程が施行され、沖縄の地理的状況及び宗教事情に鑑み、沖縄を国内開教地に指定。
- 1991（平成3）年5月 - 久米島布教所内陣改修工事・庫裏増築。
- 1992（平成4）年5月 - 本土復帰20周年・開教事務所開所20周年記念事業・内陣改修工事開始。
- 同年8月 - 本山にて御本尊木仏点検後、沖縄へ迎え、安置する。
- 同年9月 - 開教事務所開所20周年御本尊入仏・内陣修復慶讃法要・蓮如上人500回遠忌法要ご消息披露を厳修する。
- 1994（平成6）年3月 - 大谷光真門主(当時)親修にて、太平洋戦争全戦没者・沖縄戦終戦50回忌追悼法要を厳修する。
- 2003（平成15）年7月 - 沖縄開教地における組長の職務取扱者の設置に関する条例により、組長の職務取扱者を設置。

### 別院化以降
- 2004（平成16）年12月 - 宗教法人本願寺沖縄別院設立、本願寺沖縄別院久米島布教所設立。
- 2005（平成17）年12月 - 沖縄県宗務推進特別区設置規程により、沖縄開教地から沖縄県宗務特別区(沖縄特区)に変更となる。宗務特別区とは、沖縄県がその歴史的な経緯から、教区又は組と異なる状況にあるため、沖縄県にのみ適用するもの。組長の職務取扱者の名称が組長職務となる。
- 2008（平成20）年9月 - 本願寺沖縄別院天久新都心寺務所竣工式勤修。
- 2009（平成21）年12月 - 沖縄県宗務事務所を浦添市伊祖から那覇市天久へ移転。
- 2015（平成27）年4月 - 建て替えに向けて、本願寺沖縄別院御本尊御遷仏法要勤修。
- 同年6月 - 本願寺沖縄別院建物除却開始。
- 同年7月 - 本願寺沖縄別院新築工事起工式勤修。
- 同年12月 - 太平洋戦争全戦没者・沖縄戦終戦70年追悼法要勤修。
- 2016（平成28）年4月 - 本願寺沖縄別院新築完成。（現在の本堂）
- 同年6月 - 大谷光淳門主親修にて、親鸞聖人750回大遠忌法要・本願寺沖縄別院落成慶讃法要を厳修する。